# راديو دايز
راديو دايز هو فيلم درامي كوميدي أمريكي، صدر في عام 1987، من تأليف وإخراج وودي آلن، الذي مثل دور الراوي في الفيلم أيضًا. يسترجع الفيلم حياة عائلة أمريكية خلال العصر الذهبي للإذاعة مستخدمًا الموسيقى والذكريات لسرد القصة، وهو من بطولة طاقم من النجوم.

## الحبكة
يسرد الراوي جو كيفية تورط لصّين في لعبة إذاعية بعد التقاط أحدهما للهاتف خلال عملية سطو منزلية؛ ويكمل الراوي قصته رابطًا بين أغاني الراديو القديمة وذكريات الطفولة.
عاش جو الصغير في عائلة يهودية أمريكية متواضعة في روكاواي بيتش خلال أواخر ثلاثينيات القرن العشرين وأوائل أربعينياته. لطالما استمعت والدته إلى البرنامج الإذاعي بريكفاست ويذ إيرين آند روجر. أبقى والده المسيء -الذي كان يضربه باستمرار- مهنته سرًا. اكتشف جو لاحقًا أن والده يشعر بالخجل من كونه سائق سيارة أجرة. كان كل من العم إيب والعمة سيلي، والجد والجدة، والعمة بي من أفراد الأسرة. تتميز العمة بي بمواعدتها المستمرة للرجال في بحثها الدائم عن زوج محتمل.
كان برنامج جو الإذاعي المفضل هو ذا ماسكد أفينجر؛ إذ جعله يحلم بشراء خاتم فك التشفير السري. رسم جو في مخيلته ذا ماسكد أفينجر بصورة البطل، ولكن في الواقع كان المؤدي الصوتي قصيرًا وأصلع. تضمنت ذكريات الراديو الأخرى قصصًا عن الأبطال الرياضيين، ونشرات إخبارية حول الحرب العالمية الثانية، وتقريرًا عن غزو فضائي، وتقريرًا حيًا عن البحث عن فتاة صغيرة سقطت في بئر.
في أحد مشاهد الفيلم، بحث جو مع أصدقائه المدرسيين عن طائرة ألمانية، لكنهم شاهدوا بالصدفة امرأة تتعرى في غرفة نومها بدلًا من ذلك؛ تبين في ما بعد أنها معلمتهم البديلة. رأى جو «يو بوت» ألمانيًا عندما كان بمفرده على الشاطئ، لكنه قرر ألا يخبر أحدًا من أصدقائه لأنهم لن يصدقوه.
فُتن جو بتألق مانهاتن وبريقها، حيث بُثت البرامج الإذاعية. زار جو قاعة راديو سيتي للموسيقى ووصفها بأنها أجمل ما رآه على الإطلاق.
جمع جو قصصًا عن نجوم الراديو، بما فيها قصة سالي وايت، التي وقف صوتها الرديء ولهجتها في وجه أحلامها بأن تصبح مشهورة. بدأت سالي ببيع السيجار، ثم علقت على سطح مبنى الإذاعة مع روجر، الذي كان يخون إيرين. أراد رجل العصابات روكو قتلها بعد أن شاهدت جريمته، ولكن انتهى به الأمر إلى استخدام صلاته لتعزيز حياتها المهنية بعد سماعه نصيحة والدته. أصبحت سالي في النهاية مراسلة لشائعات المشاهير.
في ليلة رأس السنة، نادت العائلة جو لينزل من غرفته في الطابق العلوي للاحتفال بالانتقال إلى عام 1944. تجمعت نجوم الراديو في الوقت نفسه على سطح مبناهم. يخلص الراوي إلى أنه لن ينسى أبدًا تلك الأصوات الإذاعية، على الرغم من بهتانها أكثر وأكثر مع مرور كل ليلة رأس سنة جديدة.

## الشخصيات
- وودي آلن بدور جو، الراوي.
- هاي أنزيل بدور السيد والدباوم.
- سيث غرين بدور جو الصغير.
- داني أييلو بدور روكو.
- سيدني بليك بدور الآنسة جوردون.
- ليا كاري بدور الجدة.
- جيف دانييلز بدور بيف باكستر.
- لاري ديفيد بدور الجار الشيوعي.
- جينا ديأنجيليز بدور والدة روكو.
- دينيسي دومون بدور المغنية اللاتينية.
- مايا فار بدور سالي وايت.
- تود فيلدمان بدور كرونر.
- كيتي كارليسلي بدور مغنية الإعلانات لدعاية قهوة ماكسويل هاوس.
- بول هيرمان بدور اللص.
- جولي كافنر بدور الأم.
- ديان كيتون بدور مغنية رأس السنة.
- جولي كورنيتز بدور إيرين درايبر.
- رينيي ليبين بدور العمة سيلي.
- وليام ماغرمان بدور الجد.
- جوديث مالينا بدور الآنسة والدباوم.
- براين مانين بدور كيربي كايل.
- كينيث مارس بدور رابي بامويل.
- هيلين ميلير بدور الآنسة نيدلمان.
- جوش موستيل بدور العم إيب.
- دون باردو بدور مقدم برنامج «غيس ذات تون» الإذاعي.
- توني روبيرتو بدور مقدم برنامج «سيلفر دولار» الإذاعي.
- روس مارتن بدور السيد نيدلمان.
- ريبيكا شايفر بدور ابنة الشيوعيين.
- والاس شون بدور ذا ماسكد أفينجر.
- مارتن شيرمان بدور ممثل إذاعي.
- مايك ستار بدور لص.
- مايكل تاكر بدور الأب.
- دايفيد واريلو بدور روجر دالي.
- كينيث ويلش بدور مؤدٍّ إذاعي.
- ديان ويست بدور العمة بي.

## روابط خارجية
- راديو دايز على موقع IMDb (الإنجليزية)
- راديو دايز على موقع ميتاكريتيك (الإنجليزية)
- راديو دايز على موقع الموسوعة البريطانية (الإنجليزية)
- راديو دايز على موقع روتن توميتوز (الإنجليزية)
- راديو دايز على موقع نتفليكس (الإنجليزية)
- راديو دايز على موقع ألو سيني (الفرنسية)
- راديو دايز على موقع Turner Classic Movies (الإنجليزية)
- راديو دايز على موقع أول موفي (الإنجليزية)
- راديو دايز على موقع بوكس أوفيس موجو (الإنجليزية)
- راديو دايز على موقع فيلمافينيتي (الإسبانية)